# 大茅村
大茅村（おおかやそん）は、鳥取県岩美郡にあった自治体である。1896年（明治29年）3月31日までは法美郡に属した。

## 概要
現在の鳥取市（旧国府町）のうち、国府町拾石・国府町楠城・国府町下木原・国府町木原・国府町雨滝・国府町栃本・国府町石井谷・国府町大石・国府町菅野に相当する。袋川（雨滝川）上流域に位置した。
藩政時代には鳥取藩領の法美郡大茅郷（おおかやのごう）に属する拾石村・楠城村・下木原村・木原村・雨滝村・栃本村・石井谷村・大石村・菅野村があった。
栃本（とちもと）は栃の木に由来するとされる。また土地の本、つまり地域の中心を表し「栃」は「土地」の当て字とも言われる。
地内には国指定史跡の栃本廃寺跡（en）があり、また大茅村の中心として役場や小学校が置かれた。
雨滝（あめだき）には著名な雨滝があり、村名もこれに由来する。
木原（きはら）は太古には大木の繁る原っぱであったことが由来と伝承されている。集落の下手、雨滝川を距てて下木原（しもきはら）があり、鳥取藩史には元禄14年（1701年）に木原村から分村とある。
石井谷（いわいだに）は石井郡（かつての巨濃郡、後の岩井郡）へ抜ける谷の入口であったことからと伝承されている。
大石（おおいし）には周囲26m、高さ2.5mの巨石があり、村のシンボルとして信仰の対象となりこの地に大石神社が建てられた。この巨石から大石の地名となったと言われる。
菅野（すがの）には菅野大明神があり、側に宮司一人しか住んでいなかったと因幡志にはある。
楠城（なわしろ）は元禄の頃は苗代と書かれていた。それから十数年後の享保元年（1716年）の郷村高辻帳には「楠城郡、古は苗代村」と書かれている。村内には2箇所の城址がありいずれも楠氏のものであるという伝説が残されている。米の収穫高から「苗代」が生まれ、楠氏ゆかりの地から「楠城」と変化したと考えられる。
拾石（じっこく）は戦国期には「十黒」と書かれていたが江戸期に入ると「拾石」となっており、その理由は明らかになっていない。村には「川向うに豆の木があり、一本から十石が取れたので十石村と言うようになった」という伝承があり、農業の収穫量が多いことを誇示するためではないかとも考えられる。1999年（平成11年）頃から殿ダム建設に伴い住民のほとんどが集落を離れている。

## 沿革
- 1881年（明治14年）9月12日 - 鳥取県再置。
- 1883年（明治16年） - 中河原村（後の登儀村大字中河原）に置かれた連合戸長役場の管轄区域となる。
- 1889年（明治22年）10月1日 - 町村制施行により、拾石村・楠城村・下木原村・木原村・雨滝村・栃本村・石井谷村・大石村・菅野村が合併して村制施行し、大茅村が発足。旧村名を継承した9大字を編成し、役場を栃本村に設置[3][4]。
- 1896年（明治29年）4月1日 - 郡制の施行により、邑美郡・法美郡・岩井郡の区域をもって岩美郡が発足し、岩美郡大茅村となる。
- 1914年（大正3年）10月1日 - 「大茅村大字○○村」から大字の「村」を削除し、「大茅村大字○○」と改称[5]。
- 1915年（大正4年）8月15日 - 役場位置を大字栃本字山ヶ鼻471番地に変更[6]。
- 1952年（昭和27年）11月1日 - 成器村と合併して大成村が発足。同日大茅村廃止[7]。

## 行政

### 歴代村長
| 氏名       | 就任年月日                 | 退任年月日                 | 出身         | 備考                         |
| ---------- | -------------------------- | -------------------------- | ------------ | ---------------------------- |
| 森原元七   | 1889年（明治22年）11月4日  | 1893年（明治26年）2月25日  | 栃本         |                              |
| 岡本光重郎 | 1893年（明治26年）3月10日  | 1897年（明治30年）3月17日  | 木原         |                              |
| 岡本光重郎 | 1897年（明治30年）3月18日  | 1901年（明治34年）12月20日 | 木原         |                              |
| 岡本光重郎 | 1901年（明治34年）12月26日 | 1903年（明治36年）8月23日  | 木原         |                              |
| 岡本光重郎 | 1903年（明治36年）8月30日  | 1904年（明治37年）3月30日  | 木原         |                              |
| 北村幾太郎 | 1904年（明治37年）4月12日  | 1905年（明治38年）11月4日  | 雨滝         |                              |
| 山本利二   | 1905年（明治38年）11月21日 | 1908年（明治41年）5月23日  | 楠城         |                              |
| 岸本長吉   | 1908年（明治41年）7月4日   | 1908年（明治41年）8月1日   | 雨滝         |                              |
| 岡本光重郎 | 1908年（明治41年）8月15日  | 1909年（明治42年）3月30日  | 木原         |                              |
| 村川九三郎 | 1909年（明治42年）4月3日   | 1909年（明治42年）5月21日  | 鳥取市二階町 |                              |
| 小林友蔵   | 1909年（明治42年）6月1日   | 1910年（明治43年）3月21日  | 大石         |                              |
| 岸本虎吉   | 1910年（明治43年）4月10日  | 1911年（明治44年）11月6日  | 雨滝         |                              |
| 山本利二   | 1911年（明治44年）11月30日 | 1915年（大正4年）3月7日    | 楠城         |                              |
| 山本利二   | 1915年（大正4年）12月14日  | 1919年（大正8年）3月13日   | 楠城         |                              |
| 山本利二   | 1919年（大正8年）12月20日  | 1923年（大正12年）12月19日 | 楠城         |                              |
| 山本利二   | 1923年（大正12年）12月20日 | 1927年（昭和2年）12月19日  | 楠城         |                              |
| 岸本虎吉   | 1928年（昭和3年）3月26日   | 1932年（昭和7年）3月20日   | 雨滝         |                              |
| 岸本虎吉   | 1932年（昭和7年）3月27日   | 1936年（昭和11年）3月26日  | 雨滝         |                              |
| 野津三男   | 1936年（昭和11年）4月29日  | 1940年（昭和15年）4月28日  | 大石         |                              |
| 野津三男   | 1940年（昭和15年）4月29日  | 1944年（昭和19年）4月28日  | 大石         |                              |
| 野津三男   | 1944年（昭和19年）4月29日  | 1946年（昭和21年）10月24日 | 大石         | 後に初代国府町議会議長に就任 |
| 高橋民雄   | 1947年（昭和22年）4月8日   | 1951年（昭和26年）4月7日   | 石井谷       |                              |
| 高橋民雄   | 1951年（昭和26年）4月8日   | 1952年（昭和27年）10月31日 | 石井谷       | 後に大成村長に就任           |
| 参考文献 - |                            |                            |              |                              |

## 教育
- 大茅村立大茅小学校（後の国府町立大茅小学校）
- 宇倍野村外六ヵ村学校組合立邑法第三中学校（大茅教場）：大成村発足後の1954年（昭和29年）に大成村立大成中学校と改称、この年に大茅教場は廃止され成器校舎に一本化された[1]。

## 交通
- 雨滝街道（現在の県道31号）

## 出身者
- 野村愛正（小説家・脚本家、1891年 - 1974年）
- 西垣久実（数学者、早稲田大学教授、1904年 - 1962年）[1]
- 野津英顕（医師・鳥取県議会議長、元村長・野津三男の長男、1925年 - 1986年）[1]